# Ренато Гаушо
Ренато Порталуппі (порт. Renato Portaluppi), більш відомий як Ренато Гаушо (порт. Renato Portaluppi, нар. 9 вересня 1962, Гуапоре, Бразилія) — бразильський футболіст, що грав на позиції флангового півзахисника. По завершенні ігрової кар'єри — тренер. З 2016 року очолює тренерський штаб команди «Греміо».
Виступав за національну збірну Бразилії.
Володар Кубка Бразилії. Переможець Ліги Каріока. Володар Кубка Лібертадорес. Володар Міжконтинентального кубка. Дворазовий володар Кубка Бразилії (як тренер). У складі збірної — володар Кубка Америки.

## Клубна кар'єра
У дорослому футболі дебютував 1982 року виступами за команду клубу «Греміо», в якій провів чотири сезони, взявши участь у 65 матчах чемпіонату.
Згодом з 1987 по 1998 рік грав у складі команд клубів «Фламенго», «Рома», «Ботафогу», «Крузейру», «Атлетіко Мінейру» та «Флуміненсе». Протягом цих років виборов титул володаря Кубка Бразилії.
Завершив професійну ігрову кар'єру у клубі «Бангу», за команду якого виступав протягом 1999—1999 років.

## Виступи за збірну
1983 року дебютував в офіційних матчах у складі національної збірної Бразилії. Протягом кар'єри у національній команді, яка тривала 11 років, провів у формі головної команди країни 41 матч, забивши 5 голів.
У складі збірної був учасником розіграшу Кубка Америки 1983 року у різних країнах, де разом з командою здобув «срібло», розіграшу Кубка Америки 1989 року в Бразилії, здобувши того року титул континентального чемпіона, чемпіонату світу 1990 року в Італії, розіграшу Кубка Америки 1991 року в Чилі, де разом з командою здобув «срібло».

## Кар'єра тренера
Розпочав тренерську кар'єру, ще продовжуючи грати на полі, 1996 року, очоливши тренерський штаб клубу «Флуміненсе», де пропрацював протягом 1996 року.
Протягом 2000—2001 років тренував клуб «Мадурейра». 2002 року став головним тренером команди «Флуміненсе», тренував команду з Ріо-де-Жанейро лише один рік.
Згодом протягом 2005—2007 років очолював тренерський штаб клубу «Васко да Гама». 2007 року прийняв пропозицію попрацювати у клубі «Флуміненсе». Залишив команду з Ріо-де-Жанейро 2008 року.
Протягом одного року, починаючи з 2008, знову був головним тренером команди «Васко да Гама». Протягом 2009 року учергове очолював тренерський штаб клубу «Флуміненсе». Протягом 2010 року працював з клубом «Баїя».
З 2010 і по 2011 рік очолював тренерський штаб команди «Греміо». 2011 року став головним тренером команди «Атлетіку Паранаенсе», тренував команду з Куритиби один рік.
Згодом протягом 2013 року знову очолював тренерський штаб клубу «Греміо». 2014 року прийняв пропозицію уп'яте попрацювати у клубі «Флуміненсе». Залишив команду з Ріо-де-Жанейро того ж року.
З 2016 року очолює тренерський штаб команди «Греміо».

## Факти
Ренато Гаушо був другом футбольного шахрая Карлоса Кайзера, і вони часто перетинались у складі різних команд, а Гаушо навіь, незважаючи на відсутеість у Кайзера якихось футбольних талантів, часто рекомендував свого друга агентам і тренерам команд, у яких грав, а деякі скаути ще й плутали Гаушо і Кайзера через їх зовнішню схожість.

## Досягнення

### Як гравця
- Володар Кубка Бразилії:

«Фламенго»: 1990
- Переможець Ліги Каріока:

«Флуміненсе»: 1995
- Володар Кубка Лібертадорес:

«Греміо»: 1983
- Володар Міжконтинентального кубка:

«Греміо»: 1983
- Переможець Кубка Америки: 1989
- Срібний призер Кубка Америки: 1983, 1991

### Як тренера
- Володар Кубка Бразилії:

«Флуміненсе»: 2007: «Греміо»: 2016
- Володар Кубка Лібертадорес:

«Греміо»: 2017
- Переможець Рекопи Південної Америки:

«Греміо»: 2018

### Особисті
- Володар Золотого м'яча: 1987